# Rumänische Eishockeyliga 1989/90
Die Saison 1989/90 war die 60. Spielzeit der rumänischen Eishockeyliga, der höchsten rumänischen Eishockeyspielklasse. Meister wurde zum insgesamt 27. Mal in der Vereinsgeschichte Steaua Bukarest.

## Modus
In der Hauptrunde absolvierte jede der sechs Mannschaften insgesamt 20 Spiele. Die vier bestplatzierten Mannschaften qualifizierten sich für die Finalrunde, in der der Meister ausgespielt wurde. Für einen Sieg erhielt jede Mannschaft zwei Punkte, bei einem Unentschieden gab es einen Punkt und bei einer Niederlage null Punkte.

## Hauptrunde

### Tabelle
|    | Klub                     | Sp | S  | U | N  | T   | GT  | Punkte |
| -- | ------------------------ | -- | -- | - | -- | --- | --- | ------ |
| 1. | Steaua Bukarest          | 20 | 18 | 0 | 2  | 111 | 50  | 36     |
| 2. | SC Miercurea Ciuc        | 20 | 14 | 2 | 4  | 104 | 50  | 30     |
| 3. | Dinamo Bukarest          | 20 | 11 | 2 | 7  | 85  | 65  | 24     |
| 4. | CSM Dunărea Galați       | 20 | 6  | 2 | 12 | 67  | 86  | 14     |
| 5. | Viitorul Gheorgheni      | 20 | 6  | 0 | 14 | 68  | 104 | 12     |
| 6. | Progresul Miercurea Ciuc | 20 | 1  | 2 | 17 | 59  | 139 | 4      |

Sp = Spiele, S = Siege, U = Unentschieden, N = Niederlagen

## Finalrunde
|    | Klub               | Sp | S  | U | N  | T  | GT | Punkte |
| -- | ------------------ | -- | -- | - | -- | -- | -- | ------ |
| 1. | Steaua Bukarest    | 17 | 14 | 1 | 2  | 84 | 42 | 29     |
| 2. | SC Miercurea Ciuc  | 17 | 9  | 3 | 5  | 69 | 51 | 21     |
| 3. | Dinamo Bukarest    | 17 | 4  | 4 | 9  | 49 | 71 | 12     |
| 4. | CSM Dunărea Galați | 17 | 2  | 2 | 13 | 51 | 89 | 6      |

Sp = Spiele, S = Siege, U = Unentschieden, N = Niederlagen